# Pardosa dzheminey
Pardosa dzheminey este o specie de păianjeni din genul Pardosa, familia Lycosidae, descrisă de Marusik, 1995.
Este endemică în Kazakhstan. Conform Catalogue of Life specia Pardosa dzheminey nu are subspecii cunoscute.